# 東京ジュリエット
『東京ジュリエット』（とうきょうジュリエット）は、北川みゆきによる日本の漫画作品。『少女コミック』（小学館）に連載されていた。単行本は全13巻、デラックス版全6巻。2007年、台湾でテレビドラマ化された。

## あらすじ
「お雛様みたいにきれいな髪だね」幼い頃の大切な思い出……。
綾瀬みのりはデザイナーを目指していた。現在日本のトップデザイナーと呼ばれる雛形英二、かつてみのりのデザインを盗作した彼を追い抜くまでは絶対に恋なんてしないと自分に誓っていた。しかし、そんなある日、自慢の黒髪を「お雛様みたいだ」と誉めてくれた男の子のことが気になってしまう。
彼を好きだと気づいたみのりだが、彼が宿敵・雛形英二の息子であると判明し……。

## 登場人物
綾瀬 みのり（あやせ みのり）
デザイン系の専門学校・宝条デザイン学園の学生。5歳の頃にデザインしたオリジナル「デイジー」を雛形に盗作された過去を持つ。
姫宮 亮（ひめみや あきら）
通称・姫。雛形英二の息子。宝条デザイン学園の学生。
雛形 英二（ひながた えいじ）
姫宮亮の父親で、日本を代表するデザイナー。新人だった頃に偶然みのりのデザインを目にし、子供だからとそれを盗作し、自分のオリジナルブランド「デイジー」として発表後、認められていった。みのりの「盗作だ」という訴えには耳を貸さず、否認する。みのりを業界から追放しようと姑息な手段で追い詰めていく。
妃美子（ひみこ）
みのりの大親友。
エリオ・クラッセ
イタリアの有名ブランド「バンビーノ」のデザイナー。
藤岡 光希（ふじおか みつき）
アイドル。みのりが衣装のデザインをすることになる。

## テレビドラマ（台湾版）
『東方茱麗葉』というタイトルでテレビドラマ化された。台湾での放送時期は2006年6月3日 - 2006年9月23日。日本では『東京ジュリエット 〜東方茱麗葉〜』の邦題で放送された。

### キャスト
- 林瀨穂（綾瀬みのり）：林依晨（アリエル・リン）
- 紀風亮（姫宮亮）：呉尊（ウーズン）
- 褚形（雛形英二）：任達華（サイモン・ヤム）
- みのり母（雛形美佐子）：王靜瑩（グオ・ジンチュン）
- 裴美子（妃美子）：蔡宜臻（ツァイ・イージェン）
- 陸一彌（鷺沢一弥）：黃鴻升（エイリアン・ホァン）
- 艾利歐（エリオ・クラッセ）：唐治平（タン・ジーピン）
- 鄭内司（陣内司）：張睿家（ブライアン・チャン）
- 藤光希（藤岡光希）：呉君強（ウー・ジュンチャン）
- 魏澤功（瑞沢功）：商皓翔（シャン・ハオシャン）
- 高岡泉：蔡淑臻（ツァイ・シュージェン）
- 甘理沙（紺野理沙）：路嘉欣（ルー・ジャーシン）

### エピソード・サブタイトル
1. いつか越えてやる
2. あたしのデイジー
3. 時間よ止まれ
4. 泣きたいときは…
5. 一生の専属モデル
6. 最愛の人の肌
7. 君の心が欲しい
8. 一緒に暮らさないか?
9. 彼女には黙ってるわ
10. 君に賭けてる
11. 答えはノーだ
12. 盗作の彼女
13. 豪華な贈り物
14. 大事な妹
15. 予約済みなんだ
16. 下着メーカーの御曹司
17. 息がピッタリだな
18. 手作りの指輪
19. 思い出をください
20. これは事故なんだ
21. 雛菊の次に咲く花
22. 君は革命を起こせる
23. お前の未来から消える
24. 生涯最高のショー

### スタッフ
- 監督 - 王明台（ワン・ミンタイ）

### 主題歌
オープニングテーマ
- 『逆風』

歌 - Garden Sister
エンディングテーマ
- 『非你莫屬』

歌 - 林依晨（アリエル・リン）